# Pou del Torrentell
El Pou del Torrentell és una obra de Cantallops (Alt Empordà) inclosa a l'Inventari del Patrimoni Arquitectònic de Catalunya.

## Descripció
Pou situat als afores del poble, a la carretera que porta a Sant Climent Sescebes. És un pont de planta circular amb paredat de pedra, amb les pedres sense treballar. L'accés a l'interior es fa a través d'una obertura que es troba a la paret, ja que la part superior està coberta amb una cúpula actualment arrebossada.